# Françoise Wilhelmi de Toledo
Françoise Wilhelmi de Toledo (* 1953 in Genf) ist eine Schweizer Ärztin und Forscherin zum Thema Fasten. Sie ist Gründerin des Vereins „Ärztegesellschaft für Heilfasten und Ernährung e. V.“ (ÄGHE) und Direktorin der Privatkliniken Buchinger Wilhelmi. Sie wurde bekannt durch ihre Bücher und Studien zum Thema Heilfasten.

## Leben
Françoise Wilhelmi de Toledo ist die Tochter eines Unternehmers in Genf und einer spanischen Mutter. Sie absolvierte 1982 ein Medizinstudium in Genf. Ihren Doktorgrad erhielt sie in Basel, der Titel der Doktorarbeit lautet Methodische Probleme bei der Beurteilung des Vitaminhaushaltes im Fasten.
2012 komplettierte sie ihre Ausbildung durch den Abschluss eines Executive Masters in Family Entrepreneurship M.A. an der Zeppelin Universität in Friedrichshafen.
Ihren Angaben zufolge entdeckte sie mit 17 Jahren das Thema Fasten, verschrieb sich dieser Methode und ist bis heute bei der Entwicklung der Fastentherapie und der sogenannten „Integrativen Medizin“ aktiv.
Seit ihrer Heirat mit Raimund Wilhelmi 1982, Enkel von Otto Buchinger, mit dem sie zwei Söhne hat, ist sie in der Leitung der Privatkliniken Buchinger Wilhelmi in Überlingen tätig.
1986 war sie eine der Gründerinnen der Ärztegesellschaft für Heilfasten und Ernährung (ÄGHE e. V.).
2011 gründete sie die „Maria Buchinger Foundation“ mit dem Ziel, die Forschung auf dem Gebiet des therapeutischen Fastens zu unterstützen. Bis heute ist sie erste Vorsitzende der Stiftung. Darüber hinaus war sie von 2016 bis 2018 Präsidentin des Soroptimistenclubs Überlingen.
Als wissenschaftliche Leiterin der Privatkliniken „Buchinger Wilhelmi“ widmet sie sich dem medizinischen Programm sowie der wissenschaftlichen Dokumentation des Fastens.

## Veröffentlichungen

### Bücher
- El ayuno terapéutico Buchinger: Una experiencia para el cuerpo y el espíritu. Herder, Barcelona,  2003, ISBN 978-84-254-2339-0
- Buchinger-Heilfasten : ein Erlebnis für Körper und Geist ; die bewährte Methode für mehr Vitalität und ein neues Lebensgefühl, Trias, 2006 978-3-8304-3378-1 (mit Elisabeth Peper)
- Buchinger Heilfasten: Die Original-Methode., Trias Verlag, 2010, ISBN 978-3-8304-3539-6  (mit Hubert Hohler)
  - englische Übersetzung: Therapeutic Fasting: The Buchinger Amplius Methode., Thieme, 2011, ISBN 978-3-13-160361-6
- L’art de jeûner: manuel du jeûne thérapeutique., Saint-Julien-en-Genevois Cedex; Thônex (Genève): Jouvence éditions, 2015, ISBN 978-2-88911-483-2

### Beiträge
- Lebensreform Gestern – zukunftsfähige Lebensweise heute und morgen. In: 40 Jahre Eden Stiftung – Zur Förderung naturnaher Lebenshaltung und Gesundheitspflege. Bad Soden 2004, S. 46–53.
- Heilfasten. In: Leitfaden Ernährungsmedizin Urban & Fischer, 2005, ISBN 978-3-437-56530-4, S. 242–249
- Fastentherapie. In: Karin Kraft, Rainer Stange:  Lehrbuch Naturheilverfahren 2009, ISBN 3-8304-5333-7, S. 322–337
- La médecine intégrative et le jeûne thérapeutique. In: Médecines et alimentation du futur., Le Courrier du Livre, 2009, ISBN 978-2-7029-0725-2, S. 163–172
- Fasten als Erlebnis, medizinische Prävention und Therapie (mit Hellmut Lützner). In: Ernährung und Fasten als Therapie., Springer Verlag 2010, ISBN 3-540-88809-8, S. 167-198